# Chilotherium
Genre
Espèces de rang inférieur
- † Ch. anderssoni Ringström, 1924
- † Ch. habereri Schlosser, 1903
- † Ch. kiliasi Geraads et Koufos, 1990
- † Ch. kowalevskii Pavlov, 1913
- † Ch. licenti Sun, Li et Deng, 2018
- † Ch. persiae Pohlig, 1885
- † Ch. samium Weber, 1905
- † Ch. schlosseri Weber, 1905
- † Ch. wimani Ringström, 1924
- † Ch. xizangensis Ji, Xu et Huang, 1990

Chilotherium est un genre fossile de mammifères périssodactyles ancêtres des rhinocéros actuels. Il est dépourvu de cornes et doté de longues incisives inférieures comme tous les membres de sa sous-famille, les Aceratheriinae.

## Présentation
Il a vécu en Eurasie du Miocène moyen à la fin du Pliocène moyen, soit il y a environ entre 13,7 et 3,4 millions d'années. Un très grand nombre d'espèces ont été rattachées à ce genre, en particulier dans le Miocène de Chine ; une dizaine sont considérées comme valides,.

## Description

### Corps
C’était un grand herbivore, robuste, atteignant 1,5 à 1,8 mètre de hauteur pour une masse variant selon les espèces entre 1 et 2,5 tonnes. Le mâle et la femelle sont dépourvus de cornes. Le corps est massif, porté par de courtes pattes tridactyles.

### Denture
La mandibule présente une symphyse mandibulaire élargie, et porte de grandes incisives presque horizontales, semblables à des défenses, séparées par un large diastème. Ces incisives sont encore plus développées chez les mâles que chez les femelles (dimorphisme sexuel).
La formule dentaire est 
 indiquée dans le tableau ci-contre.

## Paléobiologie
Chilotherium possède des pattes encore plus courtes que celles des herbivores des groupes apparentés. De plus ses dents montrent de hautes couronnes dites (hypsodontes). Ces deux caractéristiques indiquent que la plupart des espèces de Chilotherium étaient spécialisées dans le pâturage. Néanmoins certaines espèces, en fonction de leur environnement, sont restées brouteuses.

## Espèces
Treize espèces de Chilotherium ont été décrites et 19 autres ont été attribuées au genre.
Dix sont considérées comme valides selon Tao Deng en 2006 et Sun Dan-Hui et ses collègues en 2018. Cinq espèces proviennent de Chine, quatre d'Europe et un d'Iran.
D'anciennes espèces de Chilotherium ont été attribuées au genre :
- Aprotodon, caractérisé par une symphyse mandibulaire proportionnellement plus grande et plus large, une branche mandibulaire horizontale courbée à la fois latéralement et dorsalement  contrairement à celle de la plupart des rhinocérotidés, et des prémolaires semi-molariformes, contrairement aux prémolaires entièrement molariformes de Chilotherium ;
- Subchilotherium, dont la symphyse mandibulaire est beaucoup plus étroite ;
- Acerorhinus, qui possède une base nasale fortement rétrécie et une symphyse mandibulaire plus étroite.

| Espèces nommées                          | Ré-attributions                               | Pays ou région |
| ---------------------------------------- | --------------------------------------------- | -------------- |
| C. blanfordi (Lydekker, 1884)            | Aprotodon blanfordi (Lydekker, 1884)          | Siwalik        |
| C. fatehjangense (Pilgrim, 1910)         | Aprotodon fatehjangense (Pilgrim, 1910)       | Siwalik        |
| C. smith-woodwardi (Foster-Cooper, 1915) | Aprotodon smith-woodwardi Foster-Cooper, 1915 | Siwalik        |
| C. ibericum Antunes, 1972                | Hispanotherium matritense (Prado, 1863)       | Portugal       |
| C. quintanelensis Zbyszewski, 1952       | Hispanotherium matritense (Prado, 1863)       | Portugal       |
| C. zernowi (Borissiak, 1915)             | Acerorhinus zernowi (Borissiak, 1915)         | Odessa         |
| C. palaeosinense (Ringström, 1924)       | Acerorhinus palaeosinensis (Ringström, 1924)  | Chine          |
| C. hipparionum (Koken, 1885)             | Acerorhinus hipparionum (Koken, 1885)         | Chine          |
| C. tsaidamense (Bohlin, 1937)            | Acerorhinus tsaidamensis (Bohlin, 1937)       | Chine          |
| C. intermedium (Lydekker, 1884)          | Subchilotherium intermedium (Lydekker, 1884)  | Siwalik        |
| C. tanggulaense Zheng, 1980              | Subchilotherium intermedium (Lydekker, 1884)  | Siwalik        |
| C. pygmaeum (Ringström, 1927)            | Subchilotherium pygmaeum (Ringström, 1927)    | Chine          |
| C. brancoi (Schlosser, 1903)             | Shansirhinus brancoi (Schlosser, 1903)        | Chine          |
| C. yunnanensis Tang et al., 1974         | Shansirhinus brancoi (Schlosser, 1903)        | Chine          |
| C. tianzhuensis Zheng, 1982              | Shansirhinus ringstromi Kretzoi, 1942         | Chine          |
| C. cornutum Qiu & Yan, 1982              | Shansirhinus ringstromi Kretzoi, 1942         | Chine          |
| C. samium (Weber, 1905)                  | C. samium (Weber, 1905)                       | Samos          |
| C. schlosseri (Weber, 1905)              | C. schlosseri (Weber, 1905)                   | Samos          |
| C. ponticum (Niezabitowski, 1912)        | C. schlosseri (Weber, 1905)                   | Samos          |
| C. wegneri (Andree, 1921)                | C. schlosseri (Weber, 1905)                   | Samos          |
| C. kowalevskii (Pavlow, 1913)            | C. kowalevskii (Pavlow, 1913)                 | Odessa         |
| C. angustifrons (Andree, 1921)           | C. kowalevskii (Pavlow, 1913)                 | Samos          |
| C. kiliasi (Geraads & Koufos, 1990)      | C. kiliasi (Geraads & Koufos, 1990)           | Grèce          |
| C. anderssoni Ringström, 1924            | C. anderssoni Ringström, 1924                 | Chine          |
| C. planifrons Ringström, 1924            | C. anderssoni Ringström, 1924                 | Chine          |
| C. fenhoensis Tung et al., 1975          | C. anderssoni Ringström, 1924                 | Chine          |
| C. habereri (Schlosser, 1903)            | C. habereri (Schlosser, 1903)                 | Chine          |
| C. gracile Ringström, 1924               | C. habereri (Schlosser, 1903)                 | Chine          |
| C. wimani Ringström, 1924                | C. wimani Ringström, 1924                     | Chine          |
| C. xizangensis Ji et al., 1980           | C. xizangensis Ji et al., 1980                | Chine          |
| C. persiae (Pohlig, 1885)                | C. persiae (Pohlig, 1885)                     | Maragha        |
| C. licenti Sun, Li & Deng, 2018          | C. licenti Sun, Li & Deng, 2018               | Chine          |

## Classification
Au sein de la sous famille des Aceratheriinae, Tao Deng en 2005 a placé Chilotherium dans la tribu des Chilotheriini. En 2018, Sun Dan-Hui et ses collègues reprennent la proposition de P.-O. Antoine et G. Saraç de l'attribuer à la tribu des Aceratheriini, où il le place en groupe frère du genre Shansirhinus, :
|  | Hoploaceratherium |
|  |                   |
|  | Aceratherium      |
|  |                   |

|  | Acerorhinus                                                   |
|  |                                                               |
|  | \| \| Shansirhinus \| \| \| \| \| \| Chilotherium \| \| \| \| |
|  |                                                               |
|  | Shansirhinus                                                  |
|  |                                                               |
|  | Chilotherium                                                  |
|  |                                                               |

|  | Shansirhinus |
|  |              |
|  | Chilotherium |
|  |              |

|  | Acerorhinus                                                   |
|  |                                                               |
|  | \| \| Shansirhinus \| \| \| \| \| \| Chilotherium \| \| \| \| |
|  |                                                               |
|  | Shansirhinus                                                  |
|  |                                                               |
|  | Chilotherium                                                  |
|  |                                                               |

|  | Shansirhinus |
|  |              |
|  | Chilotherium |
|  |              |

|  | Acerorhinus                                                   |
|  |                                                               |
|  | \| \| Shansirhinus \| \| \| \| \| \| Chilotherium \| \| \| \| |
|  |                                                               |
|  | Shansirhinus                                                  |
|  |                                                               |
|  | Chilotherium                                                  |
|  |                                                               |

|  | Shansirhinus |
|  |              |
|  | Chilotherium |
|  |              |

|  | Acerorhinus                                                   |
|  |                                                               |
|  | \| \| Shansirhinus \| \| \| \| \| \| Chilotherium \| \| \| \| |
|  |                                                               |
|  | Shansirhinus                                                  |
|  |                                                               |
|  | Chilotherium                                                  |
|  |                                                               |

|  | Shansirhinus |
|  |              |
|  | Chilotherium |
|  |              |

|  | Hoploaceratherium |
|  |                   |
|  | Aceratherium      |
|  |                   |

|  | Acerorhinus                                                   |
|  |                                                               |
|  | \| \| Shansirhinus \| \| \| \| \| \| Chilotherium \| \| \| \| |
|  |                                                               |
|  | Shansirhinus                                                  |
|  |                                                               |
|  | Chilotherium                                                  |
|  |                                                               |

|  | Shansirhinus |
|  |              |
|  | Chilotherium |
|  |              |

|  | Acerorhinus                                                   |
|  |                                                               |
|  | \| \| Shansirhinus \| \| \| \| \| \| Chilotherium \| \| \| \| |
|  |                                                               |
|  | Shansirhinus                                                  |
|  |                                                               |
|  | Chilotherium                                                  |
|  |                                                               |

|  | Shansirhinus |
|  |              |
|  | Chilotherium |
|  |              |

|  | Acerorhinus                                                   |
|  |                                                               |
|  | \| \| Shansirhinus \| \| \| \| \| \| Chilotherium \| \| \| \| |
|  |                                                               |
|  | Shansirhinus                                                  |
|  |                                                               |
|  | Chilotherium                                                  |
|  |                                                               |

|  | Shansirhinus |
|  |              |
|  | Chilotherium |
|  |              |

|  | Acerorhinus                                                   |
|  |                                                               |
|  | \| \| Shansirhinus \| \| \| \| \| \| Chilotherium \| \| \| \| |
|  |                                                               |
|  | Shansirhinus                                                  |
|  |                                                               |
|  | Chilotherium                                                  |
|  |                                                               |

|  | Shansirhinus |
|  |              |
|  | Chilotherium |
|  |              |